# Джон Кью
«Джон Кью» (англ. John Q) — фильм 2002 года режиссёра Ника Кассаветиса, с Дензелом Вашингтоном в роли Джона Куинси Арчибальда, отца семейства, который сталкивается с драматической семейной ситуацией.

## Сюжет
Действие фильма происходит в Чикаго. Джон Кью — рядовой американец, обычный работяга. Он преданный муж и любящий отец.
Драматические события начинаются, когда его сыну ставят страшный диагноз: мальчику срочно требуется операция по пересадке сердца. Джон и его семья не могут оплатить дорогостоящую операцию, стоимость которой исчисляется сотнями тысяч долларов. Поскольку медицинская страховка не покрывает такие операции, Майкла не вносят в лист ожидания на донорское сердце. 

Доведенный до отчаяния отец решается на экстремальный шаг: Он берёт в заложники работников больницы. Требование простое: прооперировать его сына. Он даже готов убить себя и отдать сыну своё сердце.
Слоган фильма: «Оставив отца без вариантов, вы не оставите ему выбора» («Give a father no options and you leave him no choice»).

## В ролях
| Актёр            | Роль                         |
| ---------------- | ---------------------------- |
| Дензел Вашингтон | Джон Кью Арчибальд           |
| Кимберли Элис    | Дениз Арчибальд (жена Джона) |
| Роберт Дюваль    | Лейтенант Фрэнк Граймс       |
| Дэниэл Э. Смит   | Майкл (сын Джона и Дениз)    |
| Джеймс Вудс      | Доктор Рэмонд Тёрнер         |
| Энн Хеч          | Ребекка Пейн                 |
| Рэй Лиотта       | Шеф Гас Монро                |
| Эдди Гриффин     | Лестер Мэттьюс               |
| Шон Хэтоси       | Митч Квигли                  |
| Дэвид Торнтон    | Джимми Паламбо               |
| Лаура Хэрринг    | Джина Паламбо                |
| Итан Сапли       | Охранник Макс Конлин         |
| Кевин Коннолли   | Стив Магуайр                 |
| Хезер Уолкист    | Джули Берд                   |
| Трой Байер       | Мириам Смит                  |
| Обба Бабатунде   | Сержант Муди                 |
| Ванесса Бранч    | Медсестра                    |

В перерывах между съёмками Вашингтон успел сняться в фильме «Тренировочный день».

## Саундтрек
Музыку к фильму написал Аарон Зигман. Саундтрек вышел только в качестве промо-CD. На диске присутствуют 13 дорожек без названия общей продолжительностью 26 минут 25 секунд.